# 林风秀
佐尼·马蒂乌斯（1934年4月3日—），又称佐尼·林，本名林风秀，是一名印度尼西亚海军陆战队退伍士兵，曾参与德维古拉行动、打击印度尼西亚共和国革命政府/全面人民斗争军事行动、打击印度尼西亚伊斯兰国叛乱、南摩鹿加共和国叛乱再到亚齐武装叛乱和莲花行动。